# Demografia di Niue
Questo articolo tratta della demografia di Niue , isola dell'oceano Pacifico indipendente dal 1974, sotto forma di stato associato con la Nuova Zelanda.

## Distribuzione della popolazione
Secondo stime del 2009, l'isola ha una popolazione di 1.398 abitanti, con una densità di 5,38 ab./km². La popolazione si concentra nella stragrande maggioranza nella capitale, Alofi, dove abita circa il 40% della popolazione. In generale comunque la costa occidentale è molto più abitata di quella meridionale mentre non si trovano insediamenti degni di nota nell'entroterra. In base a dati del 2006 la municipalità più abitata è Alofi Sud, con 390 abitanti, seguita da Alofi Nord con 188 e Avatele con 173. Quella meno abitata è Namukulu (che è anche la più piccola), con solo 17 abitanti.
L'isola è afflitta da una grave tendenza, ormai consolidata, allo spopolamento, che ha come protagonisti soprattutto i giovani che, dopo essere andati a studiare in Nuova Zelanda, Australia o alle isole Figi, non fanno più ritorno in patria. I dati sono allarmanti: all'inizio del Novecento l'isola aveva circa 4.500 abitanti e l'anno dell'indipendenza erano ancora circa 4.000. Secondo il censimento del 2006 la popolazione era pari a 1.625 unità, diminuite a 1.398 secondo le stime più aggiornate.
Secondo il censimento del 2006 la popolazione, che ammontava a 1.625 unità, aveva una densità di 6,4 ab./km². In base a questi dati, la popolazione aveva la seguente composizione: 24,9 % tra 0 e 14 anni, 63,2% tra 15 e 64 anni, e 11,2% oltre i 64 anni; gli uomini erano il 48,6% (815 unità), contro il 51,4% di donne (864 unità).
Secondo i dati del 2006, l'80,6% della popolazione è autoctona, il 10,5% proviene da altre isole del Pacifico, il 4,7% è di origine europea e lo 0,2% è di origine asiatica.

## Origini
I primi abitanti di Niue furono navigatori provenienti dalle isole Samoa e Tonga, provenienti a loro volta dal sud-est asiatico. Essi raggiunsero Niue intorno al X secolo. La popolazione autoctona è quindi di origine polinesiana. I primi contatti con gli europei si ebbero a fine Settecento ma è solo dall'Ottocento che i primi europei si sono insediati sull'isola. Attualmente esiste una piccola comunità di origini asiatiche.
Negli ultimi anni il forte flusso migratorio che ha portato i niueani ad espatriare, ha creato grandi comunità soprattutto in Nuova Zelanda ed Australia, dove si stima rispettivamente la presenza di circa 18.500 e 3.000 niueani.